# Poblat ibèric emmurallat del Tos Pelat
El Tos Pelat és un jaciment arqueològic d'època ibera que es troba als municipis de Bétera (Camp de Túria) i Montcada (Horta Nord).
Es tracta d'un oppidum de grandària mitjana, de més de 2 hectàrees. Va ser descobert l'any 1920 per l'arqueòleg valencià Joan Josep Senent Ibáñez. En els últims anys, s'està treballant en la seva excavació, el seu estudi, consolidació i difusió. El patrocinador de les cinc campanyes efectuades fins ara, sota la direcció de l'arqueòleg municipal, Josep Maria Burriel i la professora de la Universitat de València Xelo Mata, ha estat l'Ajuntament de Montcada. La Direcció General de Patrimoni Cultural de la Conselleria de Cultura de la Generalitat Valenciana sempre ha donat suport i subvencionat els projectes d'intervenció.
El poblat es troba a 21 quilòmetres d'Arse (després Saguntum, i actualment Sagunt) i a 20 d'Edeta (actual Llíria), de les quals va haver de ser competidora, en la línia que separa Bétera i Montcada. Correspon a les èpoques ibèrica i islàmica. Està protegit i per la resolució de 17 de maig de 2005, de la Direcció General de Patrimoni Cultural Valencià, de la Conselleria de Cultura, Educació i Esport, per la qual s'incoa expedient per a la delimitació de l'entorn de protecció del poblat ibèric emmurallat del Tos Pelat als termes municipals de Bétera i Montcada (València), considerat un Bé d'Interès Cultural amb la categoria de Monument, amb codi 46.11.070-005, denominació Poblat Ibèric murallat del Tos Pelat, amb anotació M º: RI -51-0011388, de data 5/7/2005.
Està situat a la partida de Bétera (pròxim a la carretera de Torres Torres, a Bétera), que porta el mateix nom. El jaciment del Tos Pelat destaca sobretot pel seu complex sistema defensiu, amb una potent muralla amb dues fases de construcció superposades i almenys dues torres que reforcen el llenç mural.

## Història
Es tracta d'un poblat ibèric d'època antiga, de temps anteriors a la romanització, habitat entre el segle vi i mitjans del IV aC. Pertany a la tribu dels edetans. Va ser abandonat de manera aparentment pacífica perquè no s'han trobat restes d'enfrontaments o catàstrofes. El seu nom no apareix en les fonts antigues, a diferència dels seus veïns i contemporanis Edeta (Llíria) o Saguntum-Arse (Sagunt). El Tos Pelat apareix citat pel botànic Cavanilles, però només fa referència a les pedreres dels segles xvii i xviii que es conserven en el seu entorn. La primera cita al jaciment arqueològic, la va fer Nicolau-Primitiu Gómez i Serrano, el 1920.

## Descripció

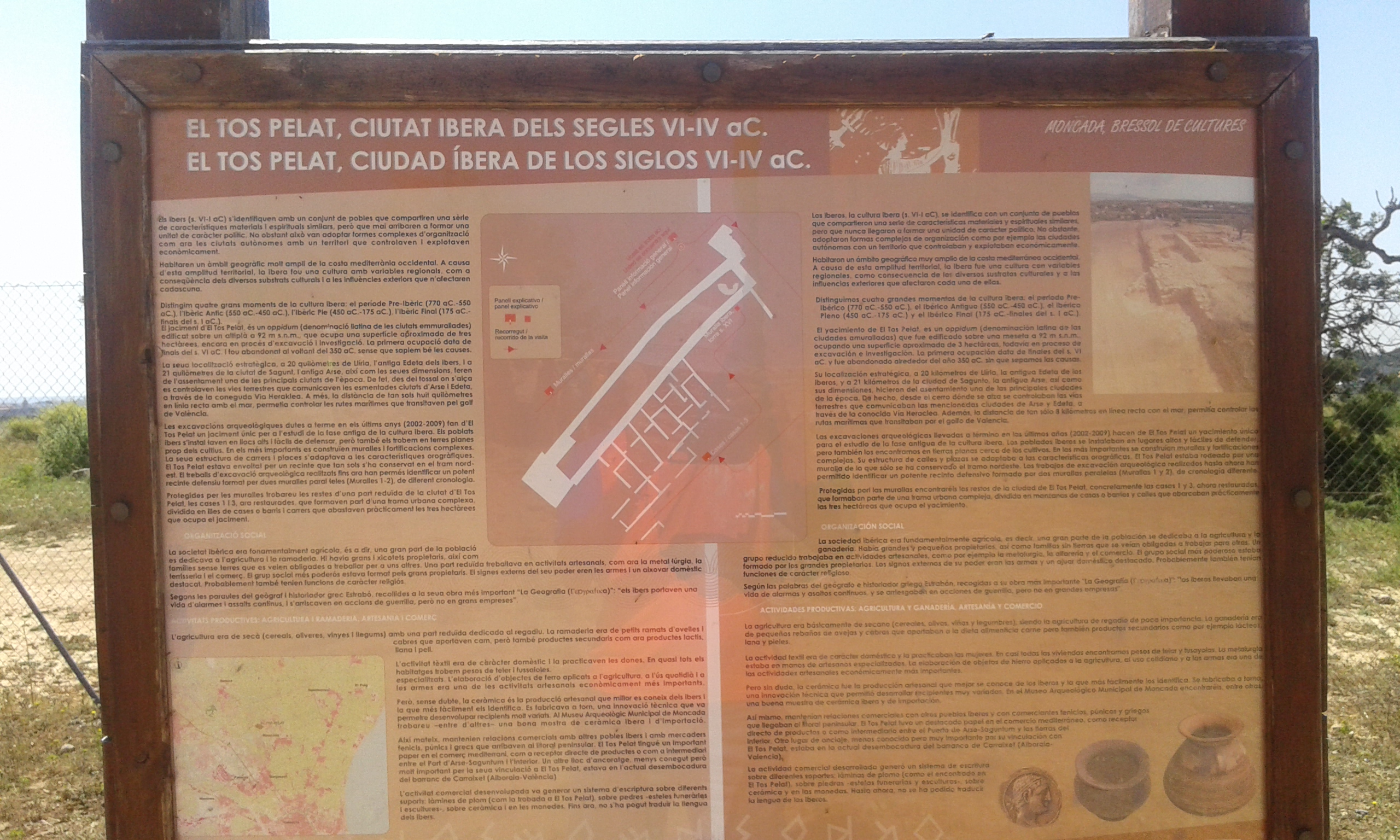
Plafó informatiu

Aquest poblat, que per les seves característiques de fortificació, cronologia, entorn i dimensions, es podria considerar ciutat, és únic a la província de València. El poblat ibèric està delimitat per un sistema defensiu constituït per una muralla amb torres adossades a punts determinats, dels quals només es conserva el tram nord-oest, un llenç de muralla de més de 120 m de longitud, pràcticament rectilini dels quals només s'han excavat 32 m aproximadament, on apareix també una de les torres. L'alçat conservat té una mitjana de 2,5 m d'alçària. Quant a l'amplària, aquesta és variable. Hi ha una zona sud-oest, on arriba als 4 metres i en l'extrem nord-est, la muralla sobrepassa els 6 m. La tècnica constructiva és un sòcol de maçoneria, i els recrescuts de toves. Sobre aquest primer cos, que probablement arribaria als 3 m d'alçada, se n'aixecava un segon construït amb toves. L'altura total sobrepassaria els 6 m. No es conserven elements ornamentals a les muralles, a diferència del que succeeix en les restes de les construccions, en què sí que s'han trobat restes de pintures murals.
Els treballs realitzats en les últimes excavacions han permès documentar dos habitatges complexos, els quals depassen els 100 metres quadrats. Les dues cases s'organitzen amb diversos departaments. L'alçat conservat dels murs té una mitjana d'un metre. Es pot observar la tècnica constructiva, consistent en un sòcol de maçoneria, com a la muralla, i els recrescuts de toves. S'han trobat pintures murals en blau, blanc i vermell. Aquest descobriment i la gran grandària dels habitatges, denoten un alt nivell de vida a la colònia.
Entre les troballes en aquest poblat, hi ha un dels escassos signaris ibèrics coneguts: el signari del Tos Pelat, que és en realitat un conjunt de fragments de signaris ibèrics nord-orientals duals distribuïts en dues làmines de plom de forma característica que van aparèixer enrotllades una dins de l'altra el 2003, en un context domèstic de la darrera fase del poblat.